# 2K (기업)
2K(영어: 2K)는 세계적인 비디오 게임 개발사, 마케터, 배급사이자 출판사이다. 2K 게임스는 테이크투 인터랙티브의 자회사로, 그랜드 테프트 오토 시리즈의 락스타 게임즈도 그와 같다. 이 회사는 테이크투가 개발사 세가로부터 쿠시 게임즈를 2400만 달러에 인수한 비주얼 컨셉츠를 인수한 후인 2005년 1월 25일 설립되었다.
"2K 게임즈"라는 이름은 비주얼 컨셉츠의 스포츠 게임의 이름에 쓰이던 '2K 스포츠'로부터 따왔다. 2K 게임즈의 본사는 캘리포니아주 노바토에 위치해있다. 2K 게임스는 국내외적으로 다양한 콘솔 및 PC 타이틀을 개발하고 있다.

## 게임
- 프레이
- 제이드 엠파이어
- 보더랜드
- 바이오쇼크
- 문명 IV
- 시리어스 샘 2
- 엘더 스크롤 4: 오블리비언
- 문명 레볼루션
- 마피아 II
- NBA 2K18